# Villarcayo de Merindad de Castilla la Vieja
Villarcayo de Merindad de Castilla la Vieja (zkráceně Villarcayo) je španělská obec na severu provincie Burgos v autonomním společenství Kastilie a León. Nachází se 75 km na sever od hlavního města provincie – Burgosu. Rozloha obce se pohybuje kolem 150 km². Žije zde přibližně 4 000 obyvatel.
Obec se nachází v nadmořské výšce 599 metrů. Protéká tudy řeka Nela.